# Elvire De Cock
Pour les articles homonymes, voir De Cock.
Elvire De Cock, née le 1er septembre 1979, est une illustratrice, dessinatrice et coloriste de bande dessinée belge.

## Biographie
Elvire De Cock naît le 1er septembre 1979. Elle s'aventure brièvement en faculté polytechnique de l’Université libre de Bruxelles, puis change d'orientation. Elle entre en 1998 à l'Institut Saint-Luc de Bruxelles en section architecture puis elle passe dans la filière bande dessinée en 2000 et obtient un graduat en arts visuels en 2003.
En 2006, Les Humanoïdes associés publient son premier album avec L'Exode, premier volume du diptyque Tir Nan Og, écrit par Fabrice Colin.
En 2009, Elvire De Cock est chargée de créer la carte postale de vœux du festival de la bande dessinée de Ligugé : après avoir pris une centaine de photos, elle réalise une trentaine de dessins « sur la friche industrielle de la filature », qui font l'objet d'une exposition. À cette occasion, le maire lui décerne la médaille de la ville. D'autres auteurs participent à un album né de cette exposition : Le Souffle coupé, regards sur la filature de Ligugé, publié en 2010.
Elle est aussi l'auteur des couleurs de deux bandes dessinées : Le Juge sans Terre de Jean-Marc Stalner et Patrice Buendia aux éditions Glénat et Bianca de You et Alexine aux éditions Dupuis.
Sur des textes de Nathalie Meyer-Sablé, De Cock illustre un ouvrage maritime : Le France : un rêve sur l'Atlantique, paru en 2011. Cette même année, aux Imaginales, Elvire De Cock reçoit le prix « illustration » pour Cytheriae (Éditions Mnémos), écrit par Charlotte Bousquet,.
En outre, elle participe à divers albums collectifs dont Dieppe entre terre, ciel et mer (A.N.B.D., 2009), Féministes (Vide Cocagne, 2018), Histoires et légendes Normandes (2 tomes, L'Eure du Terroir, 2008 et 2009).
Elle fait partie du Collectif des créatrices de bande dessinée contre le sexisme.

## Œuvres

### Albums de bande dessinée
Sauf mention contraire, est illustratrice des ouvrages.
- Tir Nan Og
- 1. L'Exode[4],[12],[13], Les Humanoïdes associés, Paris, avril 2006
Scénario : Fabrice Colin - Dessin et couleurs : Elvire De Cock -  (ISBN 2-7316-1783-7)
- 2. L'Héritage[14], Les Humanoïdes associés, Paris, février 2008
Scénario : Fabrice Colin - Dessin et couleurs : Elvire De Cock -  (ISBN 978-2-7316-1975-1)

- L'Héritage des Taironas, textes de Stéphane Beauverger et François de La Ruquerie, Dupuis, 2015  (ISBN 9782800162423)

1. Monde nouveau[15], 2015  (ISBN 978-2-8001-4955-4) (BNF 44289920)
2. Monde ancien, 2015  (ISBN 978-2-8001-6242-3) (BNF 44344418)

### Collectifs
- Le Souffle coupé, regards sur la filature de Ligugé, BD Lire Éditions, 22 janvier 2010
Scénario et couleurs : Elvire De Cock - Dessin : collectif dont Elvire De Cock -  (ISBN 978-2-9523812-1-5)

### Illustrations
- Kathleen, textes de Fabrice Colin, photographies de Caroll' Planque, L'Atalante, 2006  (ISBN 2-84172-322-4) (BNF 40099350)
- Cytheriae, textes de Charlotte Bousquet, Éditions Mnémos, coll. « Icares », mai 2010  (ISBN 978-2354080808)
- Le France : un rêve sur l'Atlantique, texte de Nathalie Meyer-Sablé, éd. Gulf stream, coll. « L'histoire en images », 2011  (ISBN 978-2-35488-127-6) (BNF 42385356)
- Charlotte Bousquet, Matricia, Lyon, France, Éditions Mnémos, coll. « Icares », 2011, 280 p. (ISBN 978-2-35408-129-4)
- Intégrale : Charlotte Bousquet, L'Archipel des Numinées, Lyon, France, Éditions Mnémos, 2019, 784 p. (ISBN 978-2-35408-723-4)Contient Arachnae, Cytheriae, Matricia et les nouvelles et poèmes situés dans le même univers.

## Prix et distinctions
- 2011 :  prix Imaginales[9] de la meilleure illustration pour Cytheriae (livre de Charlotte Bousquet) ;
- 2021:  prix British Fantasy[1] - bande dessinée/roman graphique Die (2019 series) t. 2 - Split the Party.

#### Périodiques
- Paul Satis, « Bienvenue dans mon atelier : Elvire De Cock », Spirou, Dupuis, no 4466,‎ 15 novembre 2023, p. 17 (ISSN 0771-8071).

#### Articles
- Elvire De Cock (interviewée), « Entretien avec Elvire de Cock », Les Sentiers de l'imaginaire,‎ juin 2006 (lire en ligne, consulté le 30 juillet 2023).
- Elvire De Cock (interviewée par Gillossen), « Un entretien avec Elvire de Cock ! », Elbakin.net,‎ 3 mai 2008 (lire en ligne, consulté le 30 juillet 2023).
- « Un nouveau regard sur la filature », La Nouvelle République du Centre-Ouest,‎ 13 février 2010.
- Elvire De Cock (interviewée), « L’interview d’une sorcière », Samba BD,‎ 30 mars 2010 (lire en ligne, consulté le 30 juillet 2023).
- Elvire De Cock (interviewée par Pierre Burssens), « Entretien avec Elvire De Cock », Auracan,‎ 12 février 2015 (lire en ligne, consulté le 30 juillet 2023).
- Anlor, Elvire De Cock et Olivier Bocquet (interviewés par Claire et Yoann), « { En Bref } avec Anlor, Elvire De Cock et Olivier Bocquet », Comixtrip,‎ 13 mars 2022 (lire en ligne, consulté le 7 décembre 2024).